# Guijo de Santa Bárbara (kommun)
Guijo de Santa Bárbara är en kommun i Spanien.   Den ligger i provinsen Provincia de Cáceres och regionen Extremadura, i den centrala delen av landet, 170 km väster om huvudstaden Madrid. Antalet invånare är 433.